# Asperula inopinata
Asperula inopinata är en måreväxtart som beskrevs av Schönb.-tem.. Asperula inopinata ingår i släktet färgmåror, och familjen måreväxter.
Artens utbredningsområde är Irak. Inga underarter finns listade i Catalogue of Life.